# Darlaten
Darlaten ist ein Ortsteil des Fleckens Uchte im Landkreis Nienburg/Weser in Niedersachsen.

## Geschichte
Bis zum Zweiten Weltkrieg war Darlaten ein Gutsbezirk in der preußischen Provinz Hannover. Danach war Darlaten zunächst ein gemeindefreies Gebiet in Niedersachsen. Dieses wurde am 1. April 1957 zu einer Gemeinde im Landkreis Nienburg/Weser erhoben. Am 1. März 1974 wurde die Gemeinde Darlaten, die bis dahin zur Samtgemeinde Altes Amt Uchte gehörte, in den Flecken Uchte eingegliedert.